# Asafa Powell

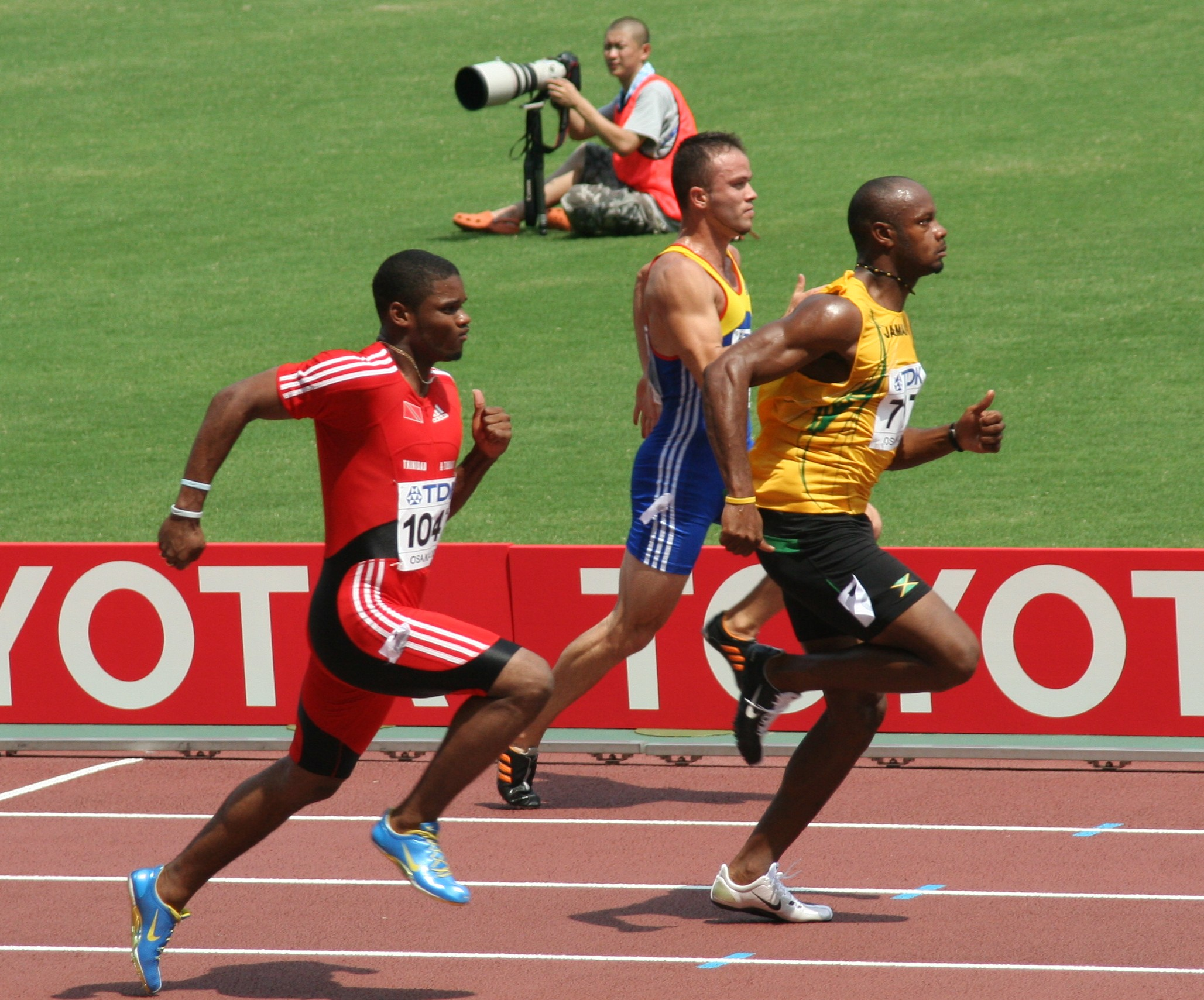
Asafa Powell (höger) under VM i friidrott 2007 i Osaka, Japan.

Asafa Powell, född 23 november 1982 i St. Catherine, Jamaica, är en jamaicansk före detta friidrottare.

## Rekord
Powell noterade jamaicanskt rekord för första gången den 3 september 2004 då han sprang på 9,87 i Bryssel och därmed raderade ut Raymond Stewarts rekord från VM-finalen i Tokyo 1991.

### Världsrekord
Powell noterade sitt första världsrekord på 100 meter i Aten den 14 juni 2005 med tiden 9,77 (+ 1,6 m/s). Därmed raderade Powell ut Tim Montgomerys tre år gamla världsrekord på 9,78 (som sedermera ogiltigförklarats till följd av dopning). Förenta Staternas Justin Gatlin tangerade världsrekordet i Doha den 12 maj 2006. Powell svarade med att tangera rekordet själv två gånger under 2006; den 11 juni i Gateshead (+ 1,5 m/s) och den 18 augusti i Zürich (+ 1,0 m/s). Efter att Gatlin dragits in i BALCO-utredningen ifrågasattes dennes rekordtangering. Det amerikanska friidrottsförbundet erkände inte Gatlins tid som amerikanskt rekord - trots att IAAF "i avvaktan på utredning" godtog Gatlins resultat som världsrekord.
Den 9 september 2007 förbättrade dock Powell världsrekordet till 9,74 vid en tävling i italienska Rieti. Det anmärkningsvärda med tiden var att Powell noterade den redan i försöksloppet och att han löpte avstannande på slutet. Vindförhållandena i loppet var dock i det närmaste optimala (+ 1,7 m/s). Till finalloppet hade förhållandena ändrats till det sämre (vindstilla) men Powell noterade ändock goda 9,78.
Powell är tillsammans med Usain Bolt ensam om att ha löpt under 9,80 vid mer än ett tillfälle i godkända vindförhållanden, även om dopningsavstängda eller dopningsmisstänkta friidrottare tas med i statistiken. Till och med den 7 september 2008 har Powell, som ovan redogjorts för, underskridit denna gräns vid sju tillfällen. Övriga löpare som stått för den bedriften vid ett enstaka tillfälle är Justin Gatlin (9,77), Tim Montgomery (9,78) samt Ben Johnson och Maurice Greene (båda 9,79) och Usain Bolt har sprungit under 9,80 vid fyra tillfällen. Av dessa är det endast Greene och Bolt som inte stängts av för brott mot dopningsreglerna. Däremot är han den som sprungit under 9,80 flest gånger.
Asafa Powell har även världsrekord i flest antal lopp under 10 sekunder i godkända förhållanden. I Birminghams Diamold Leaguetävling 12 juli 2011 sprang Powell sitt 71:a lopp under 10 sekunder.

## Mästerskap
Powell har, sitt flitiga noterande av världsrekord till trots, inte gjort sig känd som någon större mästerskapslöpare. Den enda större individuella titel han vann under sin löparkarriär var Samväldesspelen 2006 då han vann finalen på tiden 10,03 före Nigerias Olusoji Fasuba (10,11) och Trinidad och Tobagos Marc Burns (10,17). I olympiska sammanhang har Powell en femteplats på 100 meter från 2004 som främsta merit. I samma mästerskap blev Powell utslagen i semifinalen på 200 meter. I VM-sammanhang har Powell som bäst bärgat en bronsmedalj individuellt. Detta skedde i Osaka 2007 där han noterade 9,96 i finalen över 100 meter, slagen endast av Tyson Gay (9,84) och Derrick Atkins (9,91). Resultatet var dock en besvikelse för Powell och många andra som trodde på en hård duell mellan Gay och Powell. Enligt egen utsago drabbades Powell av panik under loppets gång. I stafetten svarade dock Powell för en lysande insats när han på slutsträckan förde upp Jamaica till silverplats på ny nationsrekordtid, precis före Storbritanniens Mark Lewis-Francis men efter Förenta Staterna. Att Powell faktiskt underpresterade i den individuella finalen belyses av att han endast en vecka efter världsmästerskapen noterade nytt världsrekord med tiden 9,74.
Vid de olympiska sommarspelen 2008 i Peking 2008 kom han bara på femte plats efter att avstannande ha haft den näst bästa tiden efter Usain Bolt i försöken.
Vid VM 2009 i Berlin slutade Powell på tredje plats på 100 meter, efter Usain Bolt och Tyson Gay. Han ingick även i stafettlaget som vann guld på 4 x 100 meter. 

### Mästerskapsmeriter

#### OS 2004
- 100 meter: Första omgången: 10,06 sek, andra omgången: 9,99 sek, semifinal: 9,95 sek, final: 9,94 sek (5:a)
- 100 meter: Första omgången: 10,16 sek, andra omgången: 10,02 sek, semifinal: 9,91 sek, final: 9,95 sek (5:a)

#### VM 2007
- 100 meter: Brons (9,96)
- 4 x 100 meter: Silver (37,89)

#### Samväldesspelen 2006
- 100 meter: Guld (10,03)

#### Golden league
- Jackpotvinnare 2006

#### OS 2008
- 4x100 meter: Guld 37,10

## Rekord
- 100 meter: 9,72, Lausanne 2 september 2008.
- 100 meter: 9,74, Rieti 9 september 2007 (Världsrekord) fram till 31 maj 2008 då det slogs av Usain Bolt.
- 200 meter: 19,90, Kingston 25 juni 2006
- 4 x 100 meter: 37,10 (Jamaica: Carter, Frater, Bolt och Powell), Peking 22 augusti 2008 (Världsrekord)

## Loppen under 9,80
| Tid  | Datum     | Plats               | Notering                                               |
| ---- | --------- | ------------------- | ------------------------------------------------------ |
| 9,77 | 14/6 2005 | Aten olympiastadion | VR (slogs av Powell 2007)                              |
| 9,77 | 11/6 2006 | Gateshead           | VR (slogs av Powell 2007)                              |
| 9,77 | 18/8 2006 | Zürich              | VR (slogs av Powell 2007)                              |
| 9,74 | 9/9 2007  | Rieti               | VR, försökslopp, avstannande(slogs av Usain Bolt 2008) |
| 9,78 | 9/9 2007  | Rieti               |                                                        |
| 9,72 | 2/9 2008  | Lausanne            | PR (GÄLLER)                                            |
| 9,77 | 7/9 2008  | Rieti               | Försökslopp                                            |
| 9,78 | 30/6 2011 | Lausanne            |                                                        |